# (35397) 1997 YJ
1997 YJ (asteroide 35397) é um asteroide da cintura principal. Possui uma excentricidade de 0.15572750 e uma inclinação de 1.86512º.
Este asteroide foi descoberto no dia 18 de dezembro de 1997 por Takao Kobayashi em Oizumi.